# Берл Моншел
Берл Моншел (фр. Berles-Monchel) насеље је и општина у североисточној Француској у региону Север-Па д Кале, у департману Па де Кале која припада префектури Арас.
По подацима из 2011. године у општини је живело 484 становника, а густина насељености је износила 58,1 становника/km². Општина се простире на површини од 8,33 km². Налази се на средњој надморској висини од 210 метара (максималној 132 m, а минималној 97 m).

## Демографија
| 1962. | 1968. | 1975. | 1982. | 1990. | 1999. | 2011. |
| ----- | ----- | ----- | ----- | ----- | ----- | ----- |
| 359   | 361   | 347   | 349   | 434   | 440   | 484   |

График промене броја становника у току последњих година